# Rhynchosaccus
Rhynchosaccus, en ocasiones erróneamente denominado Arrhynchosaccum, es un género de foraminífero bentónico de la subfamilia Allogromiinae, de la familia Allogromiidae, del suborden Allogromiina y del orden Allogromiida. Su especie tipo es Rhynchosaccus immigrans. Su rango cronoestratigráfico abarca el Holoceno.

## Clasificación
Rhynchosaccus incluye a las siguientes especies:
- Rhynchosaccus immigrans
- Rhynchosaccus longus